# Yukon
|  | Per a altres significats, vegeu «riu Yukon». |

El Yukon és el més occidental dels tres territoris del nord del Canadà. Està habitat des de la prehistòria, però va cobrar importància amb la febre de l'or del segle xix. En documents ancians es deia Yukon Territory. El nom prové d'una llengua aborigen, el gwich'in, i vol dir «riu gran».
Es troba a l'est de l'estat d'Alaska, a l'oest dels Territoris del Nord-oest i al nord de la Colúmbia Britànica. La seva superfície és de 482.443 km², però el 2016 la població era de tan sols uns 35.874 habitants, dels quals més de 28.225 es concentren a Whitehorse, la capital. El territori és famós entre altres coses per haver estat l'escenari de la Febre de l'or de Klondike, un fet històric que va ocórrer el 1897 i que va ser de gran transcendència per a la regió.

## Història

### Prehistòria
S'han trobat restes humanes de la població més antiga i primitiva d'Amèrica del Nord, tot i que la seva datació és bastant discutida. Una gran quantitat d'ossos modificats i trets humanoides que van ser descoberts a la regió d'Old Crow, al nord del Yukon, tenen entre 25.000 i 40.000 anys d'antiguitat, segons l'estudi pel mètode del carboni 14. El centre i nord del Yukon no van ser afectats per les glaciacions, a diferència de part de Beríngia.
Una erupció al Mont Churchill, proper a la frontera amb Alaska, va cobrir de cendres el sud del Yukon. Aquell dipòsit de brases i restes de magma pot apreciar-se actualment en algun punt de l'autopista de Klondike. Les històries de les Primeres Nacions del Yukon parlen sobre la mort dels animals i peixos a conseqüència d'aquest fet, de la mateixa manera com ho fan altres històries provinents de les tribus de llengües atapascanes, navaho i apatxe, el que ha portat molts antropòlegs a la conclusió que l'emigració dels pobles atapascans cap al que actualment és conegut com el sud-oest dels Estats Units podrie ser una conseqüència d'aquesta erupció. Poc després, les innovacions en la tecnologia de la caça van afavorir la substitució dels àtlatls per l'arc i la sageta.
Es van desenvolupar xarxes extensives de comerç i intercanvi entre els tlingits de la costa i les «Primeres Nacions» de l'interior. Es creu que els primers intercanviaven oli de Thaleichthys pacificus i altres productes del seu entorn per coure i pells de les «Primeres Nacions».

### Seglexix
Les incursions europees en el que més tard es coneixeria com el Yukon van començar durant la primera meitat del segle xix. Els exploradors i comerciants de la Companyia de la Badia de Hudson, que van arribar des dels llocs comercials del riu Mackenzie, van emprar dues rutes diferents per penetrar al territori, creant factories comercials per tota la ruta. La ruta del nord naixia a Fort McPherson, Territoris del Nord-oest, a la vora del Mackenzie, creuava les muntanyes pels rius Bell i Porcupine i arribava fins al riu Yukon. La del sud començava, en canvi, a Fort Liard (Territoris del Nord-oest), i es dirigia cap a l'oest pel riu Liard fins al llac Frances i després pel riu Pelly fins a la seva desembocadura al Yukon.
Després de fundar Fort McPherson, John Bell va creuar les muntanyes per arribar a la conca del Yukon el 1845, i va descendir pel riu Rat (avui conegut com a Bell) fins a la seva confluència amb el Porcupine. Després d'organitzar el comerç de pells a Fort McPherson va tornar al Bell, seguint-lo riu avall pel Porcupine fins a la seva unió amb el Yukon, en un indret on posteriorment s'hi aixecaria Fort Yukon. Poc després Alexander Hunter Murray va establir centres comercials a Lapierre House (1846) i Fort Yukon (1847). Murray va fer diversos dibuixos de les tendes de venda de pell i dels habitants de la zona, i va escriure el Journal of the Yukon, 1847-48 (Diari del Yukon), una valuosa font d'informació sobre la cultura local dels gwich'in del moment. En realitat aquest centre comercial es trobava a l'Alaska russa i la Companyia de la Badia de Hudson hi continuà la seva activitat comercial fins a ser-ne expulsada després de l'adquisició d'Alaska pels Estats Units el 1869. Paral·lelament Rumpert House va ser establert aigües amunt del Porcupine, però també es trobava dins d'Alaska. Els gwich'in, especialment sota el lideratge de Sahneuti, van enfrontar la Companyia de la Badia de Hudson amb els comerciants nord-americans de la Companyia Comercial d'Alaska.
Per aquelles mateixes dates Robert Campbell, procedent de Fort Simpson, va explorar bona part del sud del Yukon i va fundar Fort Frances (1842) sobre el llac homònim, a la conca del riu Liard, i Fort Selkirk (1848), en la confluència dels rius Yukon i Pelly. El 1852 Fort Selkirk va ser saquejat per guerrers tlingit de la costa, que es van oposar violentament a aquesta ingerència en la seva activitat comercial. Arran d'aquest incident Fort Selkirk va quedar abandonat i no es va restablir fins al 1889.
Els missioners anglicans i catòlics van seguir les petjades del comerç de pells, destacant William Carpenter Bompas, primer bisbe anglicà del Yukon. Per la seva banda els missioners catòlics pertanyien a l'orde dels Oblats de Maria Immaculada, encara present al territori.
El 1859 Robert Kennicott va emprendre una expedició per recol·lectar espècimens d'història natural a les valls dels actuals rius Mackenzie i Yukon i a la tundra àrtica. Kenicott va adquirir popularitat entre els traficants de la Companyia de la Badia de Hudson i els va incentivar a buscar espècimens d'història natural i objectes manufacturats per les Primeres Nacions i enviar-ho a la Smithsonian Institution. El 1865 es va organitzar l'"Expedició del Telègraf de Western Union", amb la finalitat de trobar alguna ruta possible per establir una línia de telègraf entre l'Amèrica del Nord i Rússia a través del mar de Bering. Kennicott va ser el cap científic de l'expedició i entre el grup de naturalistes que la integraven hi havia W. H. Dall. Lamentablement, Kennicott va morir d'un atac de cor quan remuntava el riu Yukon.
Malgrat els rumors sobre la presumpta presència d'or a la regió del Yukon no hi hagué grans investigacions. Després de la compra d'Alaska per part del govern dels Estats Units i el consegüent abandonament de Rampart House, els comerciants de la Companyia Comercial d'Alaska van començar a treballar al curs superior del Yukon. Tres miners (Alfred Mayo, Jack McQuesten i Arthur Harper) havent sentit aquests rumors es van unir als treballs de la companyia, si bé el seu principal interès radicava en la recerca d'or. El 1874 Mayo i McQuesten van fundar Fort Reliance, uns quilòmetres riu avall del que més tard seria Dawson City. Altres miners i buscadors d'or es van unir aviat a l'empresa, i es va trobar or en moltes àrees, tot i que rarament en quantitats suficients perquè suposés un bon negoci. El 1885 va ser trobada una bona quantitat d'or al riu Stewart i McQuesten va convèncer la Companyia Comercial d'Alaska per emprar els seus treballadors com a miners en lloc de centrar la seva activitat sols en el comerç de pells. L'any següent es van trobar quantitats rendibles d'or en brut al riu Fortymile, i es va fundar un nou centre comercial, Forty Mile, en la confluència del Fortymile i el Yukon.
Paral·lelament l'Exèrcit dels Estats Units va enviar el tinent Frederick Schwatka per reconèixer el riu Yukon per a l'exèrcit estatunidenc. Travessant el pas de Chilkoot l'expedició va construir basses i navegà pel Yukon fins al seu estuari, al mar de Bering, donant nom a moltes zones geogràfiques durant aquest tram. L'expedició de Schwatka va alarmar al govern canadenc, que va enviar al seu propi grup d'expedicionaris sota el comandament de George Mercer Dawson el 1887. William Ogilvie, un agrimensor que saltaria a la fama durant la febre de l'or de Klondike, va mesurar els terrenys per fixar amb precisió la frontera natural amb Alaska.
El 1894, preocupat per l'afluència de miners estatunidencs i el tràfic de licor, el govern canadenc va encarregar a l'inspector Charles Constantine de la Policia Muntada del Nord-oest investigar les condicions sota les quals es trobava el districte del Yukon. Constantine va declarar que s'apropava una febre de l'or i va reclamar, de forma urgent, la presència d'una força policial que fos capaç de controlar la zona. Un any després va tornar al Yukon en companyia de 20 homes, quan va començar la Febre de l'or de Klondike, el 1897.

### Febre de l'or de Klondike

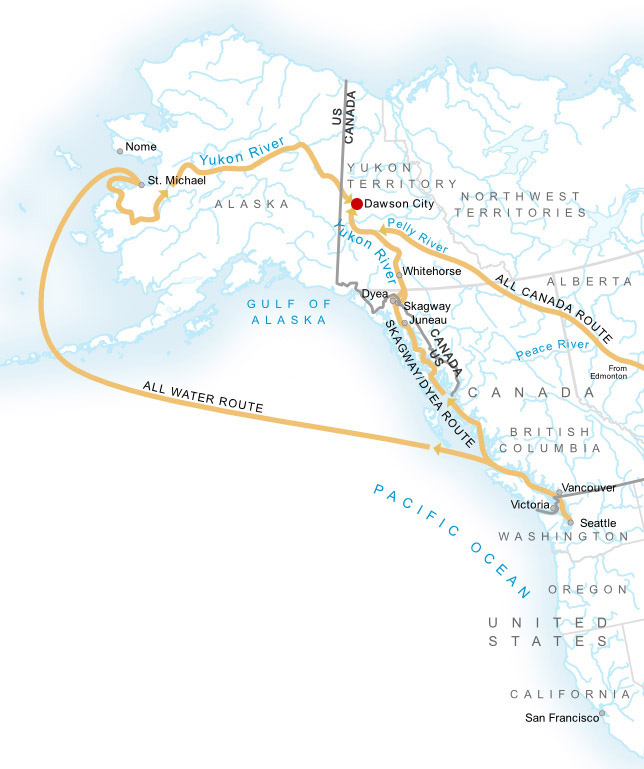
Les rutes de Klondike

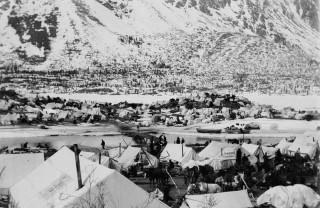
Campament a Klondike

La Febre de l'or de Klondike constitueix un fet crucial en la història del Yukon. Un grup comandat per Skookum Jim Mason va descobrir or en un afluent del riu Klondike l'agost de 1896. Entre 30.000 i 40.000 persones van desafiar una infinitat de dificultats per arribar als camps d'or de Klondike durant l'hivern i la primavera de 1897 i 1898, després que la troballa es fes oficial el 1897. Amb gran afluència d'immigrants estatunidencs, el govern canadenc va decidir crear un territori separat per controlar millor la situació. El 1901, després que molts tornessin a casa seva, el cens donava una població de 27.219 habitants, una xifra que no tornaria a aconseguir-se fins al 1991. La massiva afluència d'immigrants a la regió va estimular l'exploració minera a altres zones del Yukon i va propiciar dues "febres de l'or" de menor importància, a Atlin (Colúmbia Britànica) i Nome (Alaska), així com diverses petites incursions. La necessitat de transport cap als camps d'or va dur a la construcció del ferrocarril de White Pass i Yukon.
L'escriptor nord-americà Jack London va reflectir la vida dels buscadors d'or en diverses de les seves novel·les i relats. Va ser seduït, com tants d'altres, per la idea d'enriquir-se en poc temps, però després de passar diversos mesos allí va emmalaltir d'escorbut i va tornar amb les mans buides. Alguns dels seus millors contes ambientats en la dura vida del Nord són La foguera (To buil a fire, 1908), El silenci blanc (The white silence, 1899), El filó d'or (All gold canyon, 1905), L'amor a la vida (Love of life, 1905), i les novel·les La crida del bosc (The Call of the Wild, 1903) i Ullal Blanc (White Fang, 1906).

### Segle XX
En finalitzar la febre de l'or la població del territori va disminuir ràpidament, fins a assolir un mínim de 4.157 habitants el 1921 i romanent bastant estable fins als anys 1940. I això malgrat el desenvolupament d'altres àrees mineres a l'estat, incloent-hi jaciments d'argent a Conrad i especialment a Mayo, d'or a la regió del llac Kluane, i de coure prop de Whitehorse. A Klondike els drets de diversos miners particulars van ser adquirits i consolidats, amb suport del govern, per un reduït nombre de companyies, entre elles la Yukon Gold Corporation de Solomon R. Guggenheim, que utilitzava dragues flotants. La Yukon Consolidated Gold Company va continuar dragant la zona a la recerca d'or fins a la dècada de 1960, gaudint d'un breu període de prosperitat durant els anys 30 gràcies a la pujada del preu de l'or.
Cap a 1920 el consell territorial electe havia quedat reduït a tres membres i Yukon va passar a ser governat per un Comissionat de l'Or, funcionari federal depenent del Ministeri de l'Interior del Canadà.
El següent fet important en la història de Yukon va ser la construcció, durant la Segona Guerra Mundial, de l'autopista d'Alaska, la qual, després de la seva renovació feta pel govern canadenc a final de la dècada de 1940, va obrir el territori al tràfic per carretera. La guerra també va ser testimoni de la construcció de diversos aeròdroms com a part de la plataforma de la Northwest Staging Route. Amb tot, l'afluència de treballadors per a les obres de l'autovia del sud va tenir efectes devastadors per algunes de les Primeres Nacions, que van patir un gran nombre de morts en veure's exposades a malalties a les quals no eren immunes.

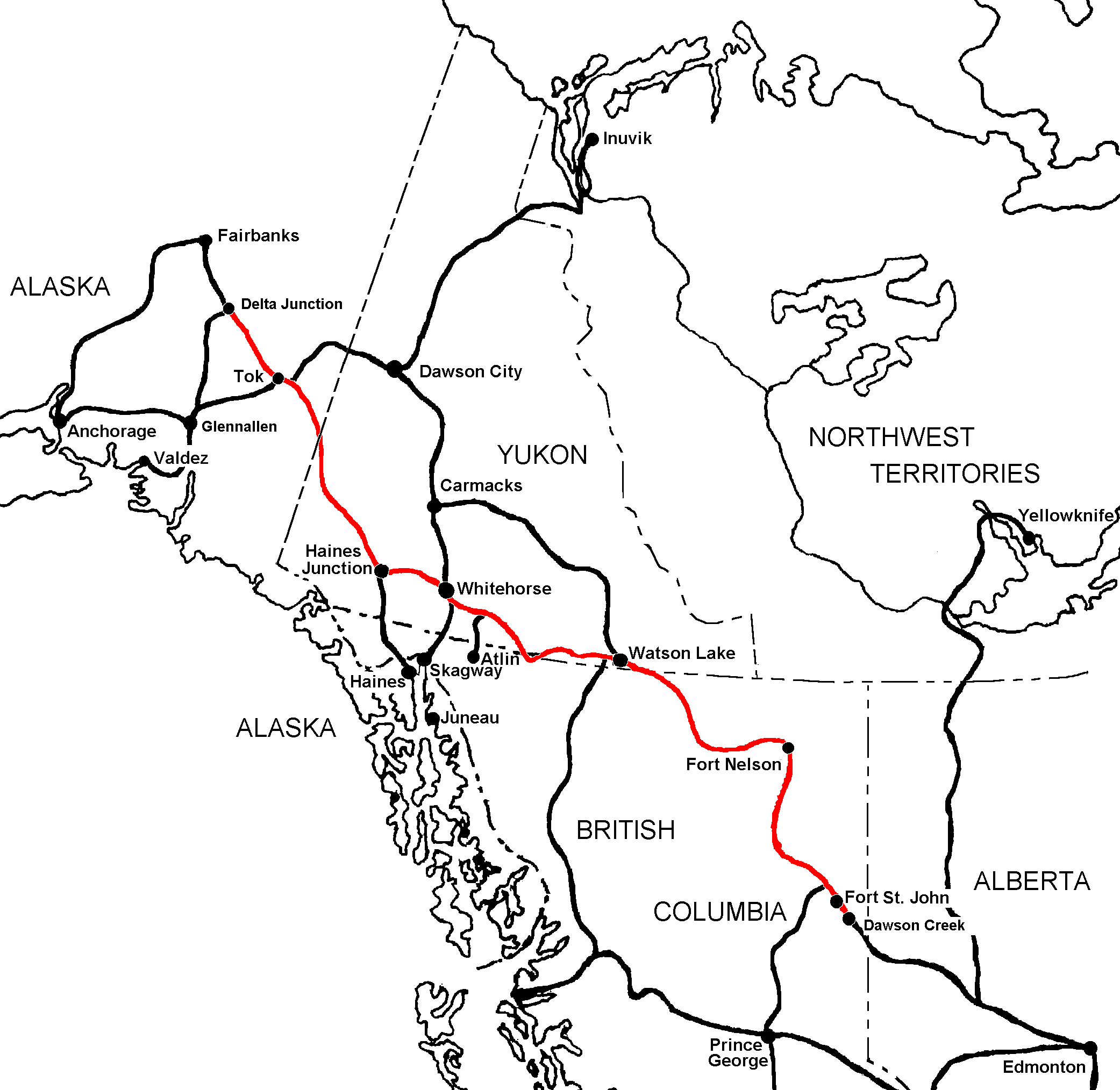
L'autopista d'Alaska (Alaska Highway).

Durant les dècades de 1950 i 1960 es van construir altres autopistes, la qual cosa va tenir com a conseqüència la decadència i conseqüent desaparició dels vaixells fluvials, que havien estat fins aleshores el principal mitjà de transport a la zona. Durant la segona meitat del segle xx la White Pass and Yukon Route va iniciar-se en el transport intermodal de contenidors. La mineria també va ressuscitar, incloent-hi l'explotació de coure a Whitehorse, argent i plom a Keno i Elsa, i asbest a Clinton Creek. La major mina de zinc a cel obert del món es va obrir a Faro a començaments dels anys 70. La mineria de l'or va tornar a Klondike i a altres zones amb la important pujada dels preus d'aquest metall durant els anys 1970.

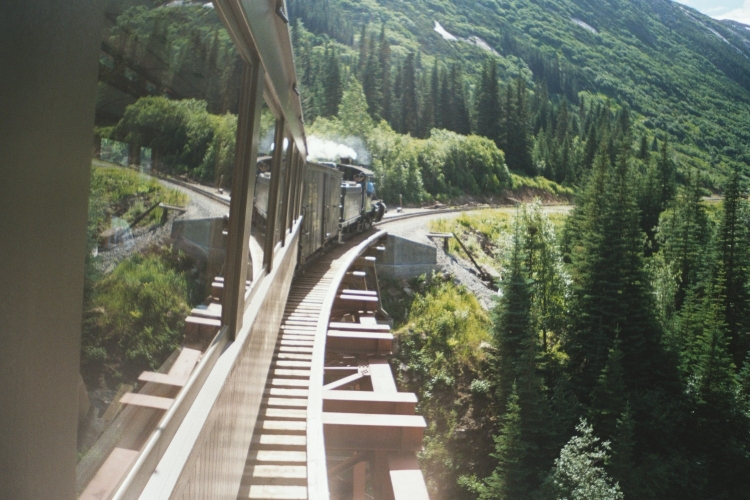
Corba del White Pass

Entre les dècades de 1980 i 1990 la mineria va decaure i el paper del govern va augmentar considerablement, amb transferències econòmiques que anaren incrementant la seva importància. El 1978 es va aconseguir establir un govern responsable i partits polítics que el sustentessin. D'altra banda, les "Primeres Nacions" van començar a organitzar-se i van iniciar negociacions per fer valer els seus drets territorials, que van culminar amb la signatura de l'"Umbrella Final Agreement" el 1992. Tot i que la majoria de les "Primeres Nacions" van signar els acords, les seves reivindicacions territorials i d'autogovern continuen en l'actualitat. Les "Primeres Nacions" són considerades actualment un quart nivell de govern, i la naturalesa específica de les relacions intergovernamentals és un aspecte en el qual se segueix treballant.

## Geografia

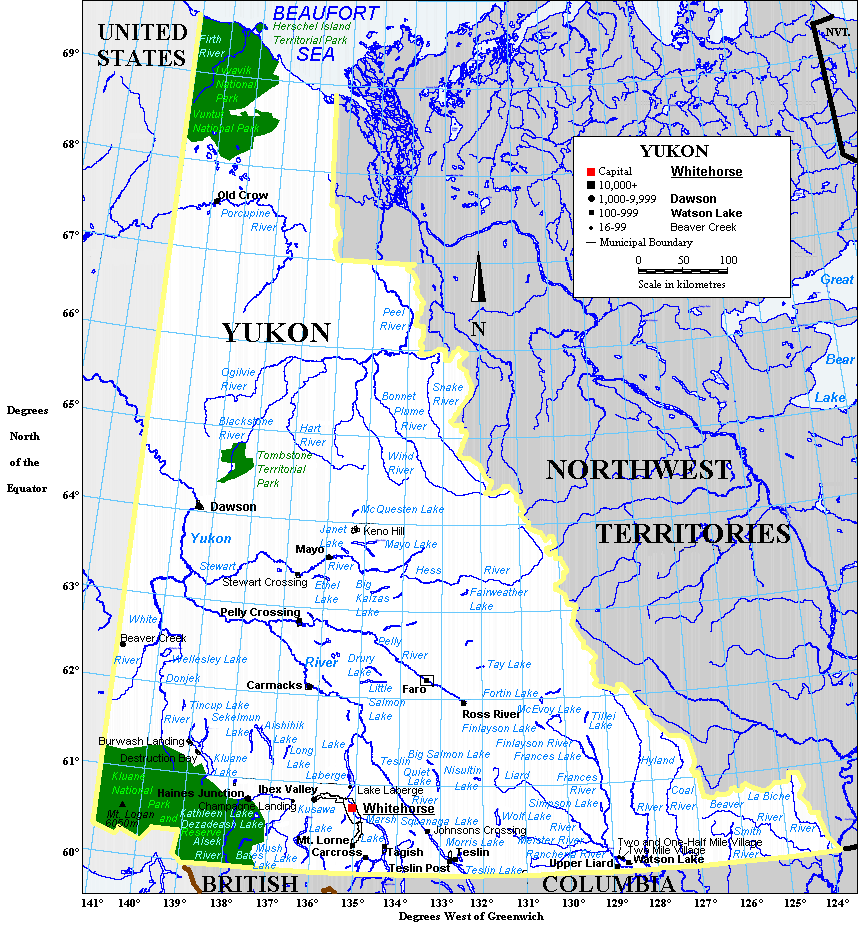
Mapa del Yukon, els seus límits i accidents geogràfics

El territori del Yukon es localitza a l'extrem nord-oest del Canadà. Escassament poblat, destaca pel seu paisatge natural de llacs de gel fos i muntanyes sempre nevades, entre les quals hi ha moltes de les més altes del Canadà. El clima és àrtic, subàrtic i molt sec, amb llargs hiverns i breus estius. No obstant això, les perllongades hores de sol durant l'estiu són suficients perquè floreixin brots i fruits comestibles. La major part del territori es troba cobert de boscos i matolls boreals, sent la tundra el tipus més comú de paisatge sols a l'extrem septentrional i sobre elevacions altes.
La regió del Yukon té una forma similar a la d'un triangle rectangle, limitant a l'oest amb l'estat d'Alaska, a l'est amb els Territoris del Nord-oest, i al sud amb la província de la Colúmbia Britànica. Comprèn una superfície aproximada de 482.443 km², dels quals 474.391 km² són terra i 8.052 km² aigua.
El Yukon està delimitat pel paral·lel 60° de latitud al sud. La seva costa nord es troba sobre el mar de Beaufort, i la riba occidental se circumscriu als 141 graus oest de longitud. El seu límit est segueix carena muntanyosa que exerceix de divisòria entre les conques hidrogràfiques del riu Yukon i el riu Mackenzie. La totalitat del Yukon se situa a l'oest de Vancouver, per la qual cosa acull les comunitats més occidentals del Canadà.

### Orografia
Excepte la plana costanera del mar de Beaufort (oceà Àrtic), la resta del territori forma part de les Muntanyes Rocoses. El terreny inclou serralades, altiplans i valls fluvials.
El sud-oest es troba dominat pels camps de gel de Kluane, integrats dins la Reserva i Parc Nacional de Kluane. Les muntanyes Saint Elias presenten cinc de les més altes elevacions canadenques. Un bon nombre de glaceres emergeixen d'aquests camps de gel, entre els quals destaquen la Logan, l'Hubbard i la Kaskawulsh.
Així mateix, el permagel és molt freqüent, sobretot cap al nord i centre, mentre que al sud les concentracions d'aquest fenomen són més disperses.
Dues grans falles, Denali i Tintina, han estat les responsables de la creació de vastes valls denominades fosses: Shakwak i Tintina. La primera separa les muntanyes Kluane d'altres muntanyes situades més al nord. Tant l'autopista Haines com l'autopista d'Alaska, al nord de Haines Junction, van ser construïdes sobre aquesta fossa. La fossa Tintina envolta al Yukon de nord-oest a sud-est, i les seves ribes són riques en dipòsits minerals, com els jaciments d'or de Klondike o els de plom i zinc propers a Faro.

#### Serralades

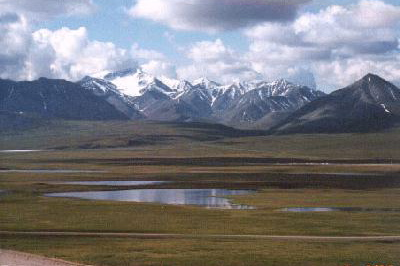
serralada Brooks

Les muntanyes Saint Elias formen part de les muntanyes de la Costa, que s'estenen des del sud de la Colúmbia Britànica fins a Alaska, abastant tot el sud-est del Yukon. Les muntanyes Saint Elias acullen els cims més elevats, però alhora existeixen moltes altres serralades com, per exemple, les British Mountains, i les muntanyes Richardson, al nord-est, ambdues formant part de la serralada Brooks; les muntanyes Mackenzie i Selwyn a l'est; les muntanyes Cassiar al sud-est; les muntanyes Pelly al centre de Yukon; i les muntanyes Ogilvie, al nord de Dawson City i seguint la Dempster Highway.
Les principals serralades del Yukon són:
- Serralada Brooks, principalment al nord d'Alaska
  - Muntanyes British, Yukon
  - Muntanyes Richardson, Yukon
- Muntanyes Cassiar, Colúmbia Britànica i Yukon
- Muntanyes Mackenzie, Territoris del Nord-oest i Yukon
  - Muntanyes Logan, Yukon
- Muntanyes Selwyn, Yukon
  - Muntanyes Hess, Yukon
  - Serralada Nadaleen, Yukon
  - Serralada Bonnet Plume, Yukon
  - Muntanyes Wernecke, Yukon
  - Serralada Knorr, Yukon
- Pacific Coast Ranges, de Mèxic a Alaska
  - Muntanyes de la Costa, també a la Colúmbia Britànica i Alaska Panhandle
  - Muntanyes Saint Elias, sud d'Alaska, Yukon i Colúmbia Britànica
    - Serralades Kluane, Yukon
    - Serralades Alsek, Yukon, Colúmbia Britànica i Alaska
- Serralades Yukon
  - Serralada Anvil
  - Serralada Dawson
  - Serralada Miners, Yukon
  - Serralada Nisling
  - Muntanyes Ogilvie, Yukon
    - Serralada Nahoni

  - Muntanyes Pelly, Yukon
    - Serralada Big Salmon, Yukon
    - Serralada Glenlyon
    - Serralada Saint Cyr

  - Serralada Ruby, Yukon

#### Punts més elevats

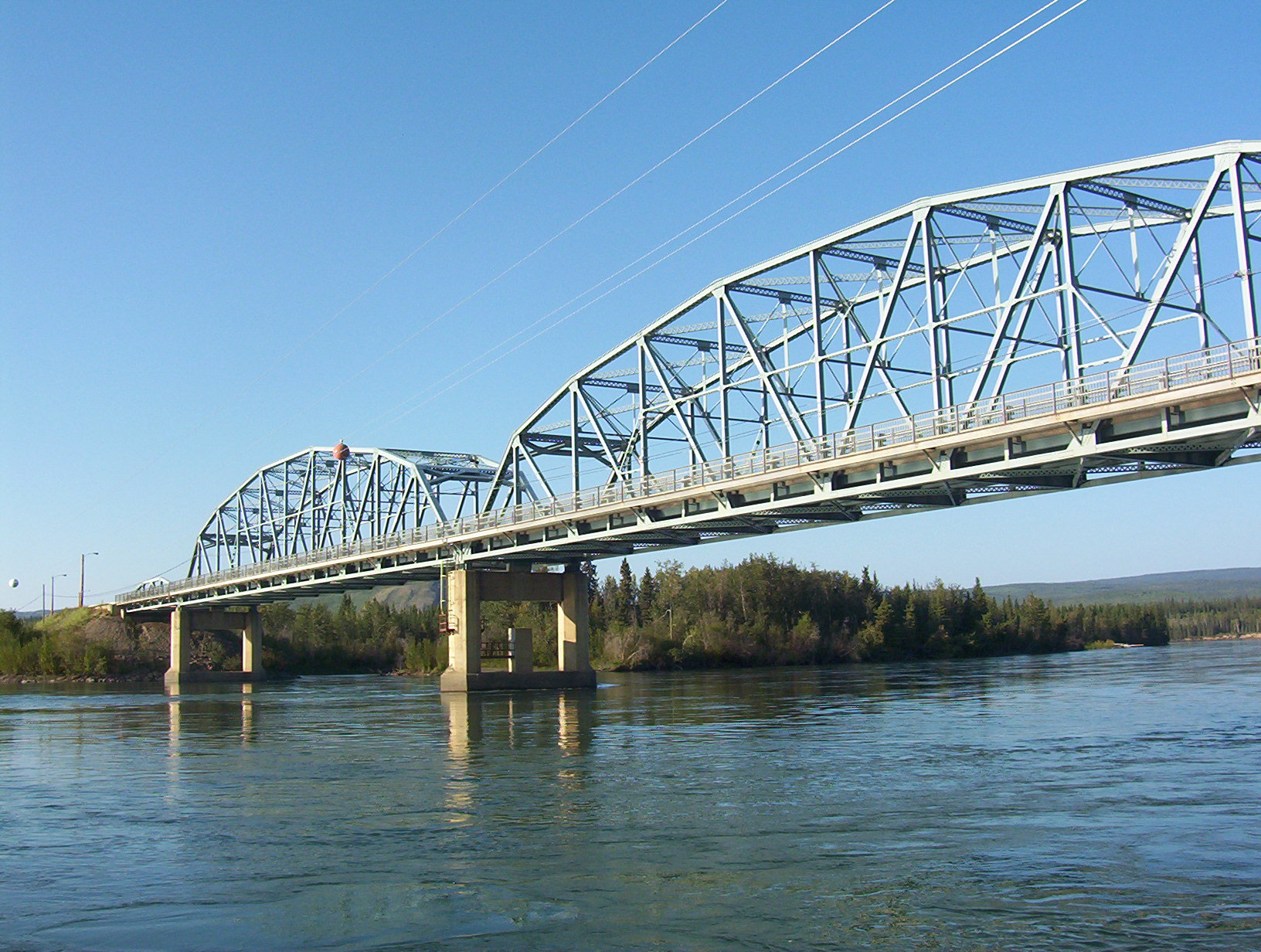
Pont sobre el riu Yukon, a Carmacks.

| Muntanya         | Altura (metres) | Altura (peus) | Posició                      |
| ---------------- | --------------- | ------------- | ---------------------------- |
| Mont Logan       | 5.959           | 19.550        | La més alta del Canadà       |
| Mont Saint Elias | 5.489           | 18.008        | #2n al Canadà i Estats Units |
| Mont Lucania     | 5.226           | 17.147        | #3r al Canadà                |
| King Peak        | 5.173           | 16.971        | #4t al Canadà                |
| Mont Steele      | 5.073           | 16.644        | #5è al Canadà                |
| Mont Wood        | 4.842           | 15.885        | #7è al Canadà                |
| Mont Vancouver   | 4.812           | 15.787        | #8è al Canadà                |
| Mont Slaggard    | 4.742           | 15.557        | #10è al Canadà               |
| Mont Macaulay    | 4.690           | 15.387        |                              |
| Mont Hubbard     | 4.577           | 15.015        |                              |
| Mont Walsh       | 4.507           | 14.787        |                              |
| Mont Alverstone  | 4.439           | 14.565        |                              |
| McArthur Peak    | 4.389           | 14.400        |                              |
| Mont Augusta     | 4.289           | 14.070        |                              |

### Hidrografia
La major part del territori forma part de la conca del riu homònim, que desemboca al mar de Bering. El sud del Yukon és abundant en llacs glacials, estrets i alpins, que flueixen, en gran manera, cap al sistema del Yukon. Els més grans són el Teslin, Atlin, Tagish, Marsh, Laberge, Kusawa i Kluane. El llac Bennett, on va tenir lloc la febre de l'or de Klondike, és més petit i desguassa al llac Tagish.
Altres rius i rierols desemboquen directament a l'oceà Pacífic o directament o indirectament a l'Àrtic. El riu Alsek-Tatshenshini desemboca directament al Pacífic des del sud-oest de Yukon, mentre dos dels rius principals del Yukon, el Liard i el Peel desemboquen al riu Mackenzie, ja dins els Territoris del Nord-oest.

### Clima
El clima predominant és el subàrtic, caracteritzat per hiverns durs i llargs i estius temperats i curts. L'aeròdrom de Snag, 25 quilòmetres a l'est de Beaver Creek, prop de la frontera amb Alaska, va experimentar la temperatura més baixa registrada a Amèrica del Nord amb -63,0 °C el 3 de febrer de 1947. La costa de l'oceà Àrtic té un clima polar. El clima és generalment molt sec, amb poques precipitacions, però és considerablement més humit al sud-est. La precipitació és més alta a les muntanyes, i la capa de neu continua fonent-se fins ben entrat l'estiu, propiciant un augment del cabal dels rius.
| Zona                  | Mitjana anual | Mitjana diària alta al juliol | Mitjana diària baixa al gener | Mitjana de nevades | Mitjana de precipitacions |
| --------------------- | ------------- | ----------------------------- | ----------------------------- | ------------------ | ------------------------- |
| Nord (Old Crow)       | -9,0 °C       | 21& °C                        | -36 °C                        | 129 cm             | 144 mm                    |
| Central (Dawson City) | -4,4 °C       | 23 °C                         | -31 °C                        | 160 cm             | 200 mm                    |
| Sud (Whitehorse)      | -0,7 °C       | 21 °C                         | -22 °C                        | 145 cm             | 163 mm                    |
| Sud-est (Watson Lake) | -2,9 °C       | 21 °C                         | -29 °C                        | 197 cm             | 255 mm                    |

Font: Environment Canada, Temperatures normals mitjana del Canadà 1971-2000

## Ecologia

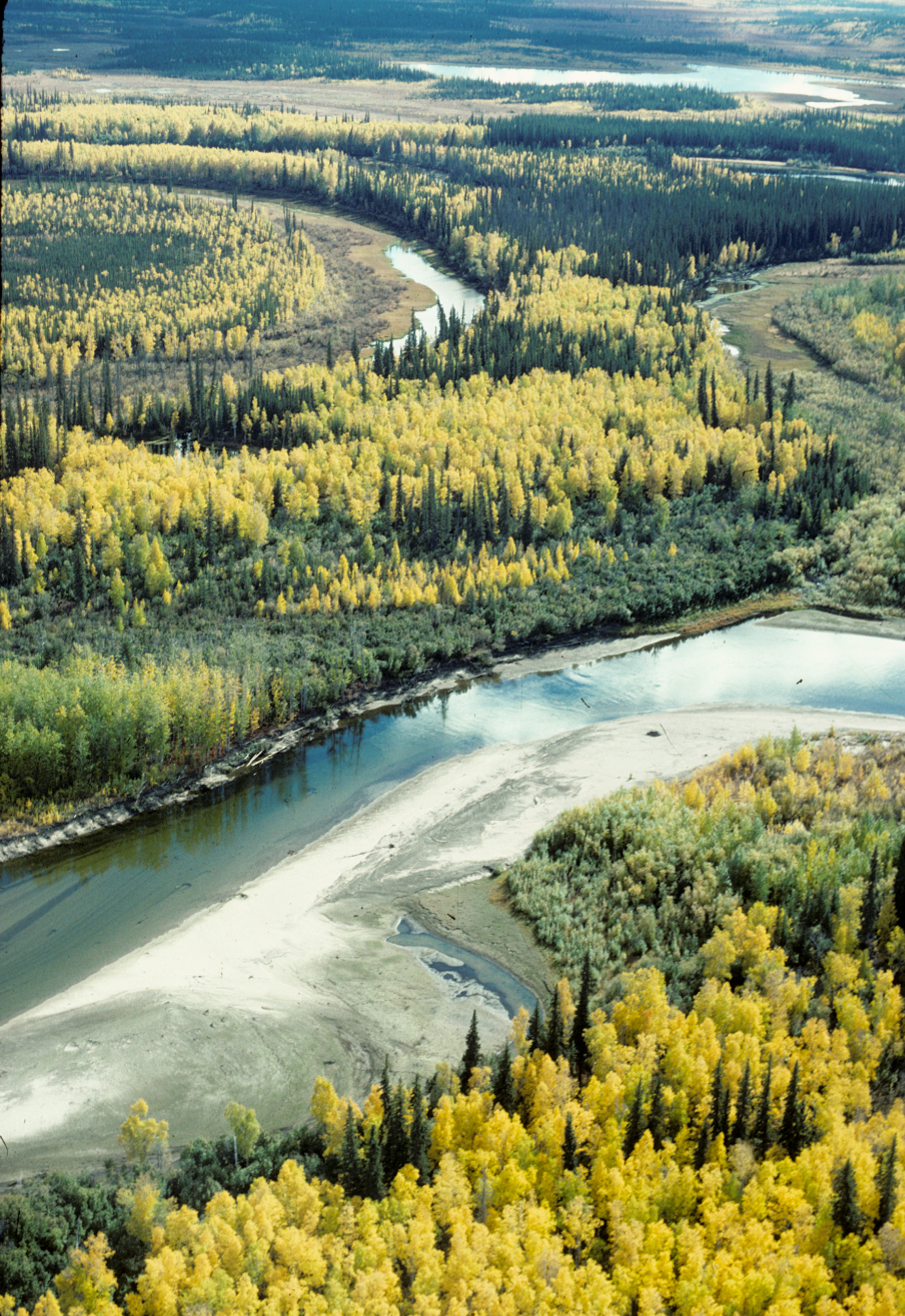
Bosc de Taiga, en la plana

La tundra predomina a gairebé tot el Yukon. D'acord amb les definicions de l'ecozona d'Environment Canada, el sud i centre del territori representen l'"Ecozona de la Serralada Boreal", mentre que el bosc del nord constitueix l'"Ecozona de la Serralada de Taiga". El sector del riu Peel, al nord-est, forma part de la plana de taiga, i el litoral àrtic, de l'"Ecozona de l'Àrtic meridional".

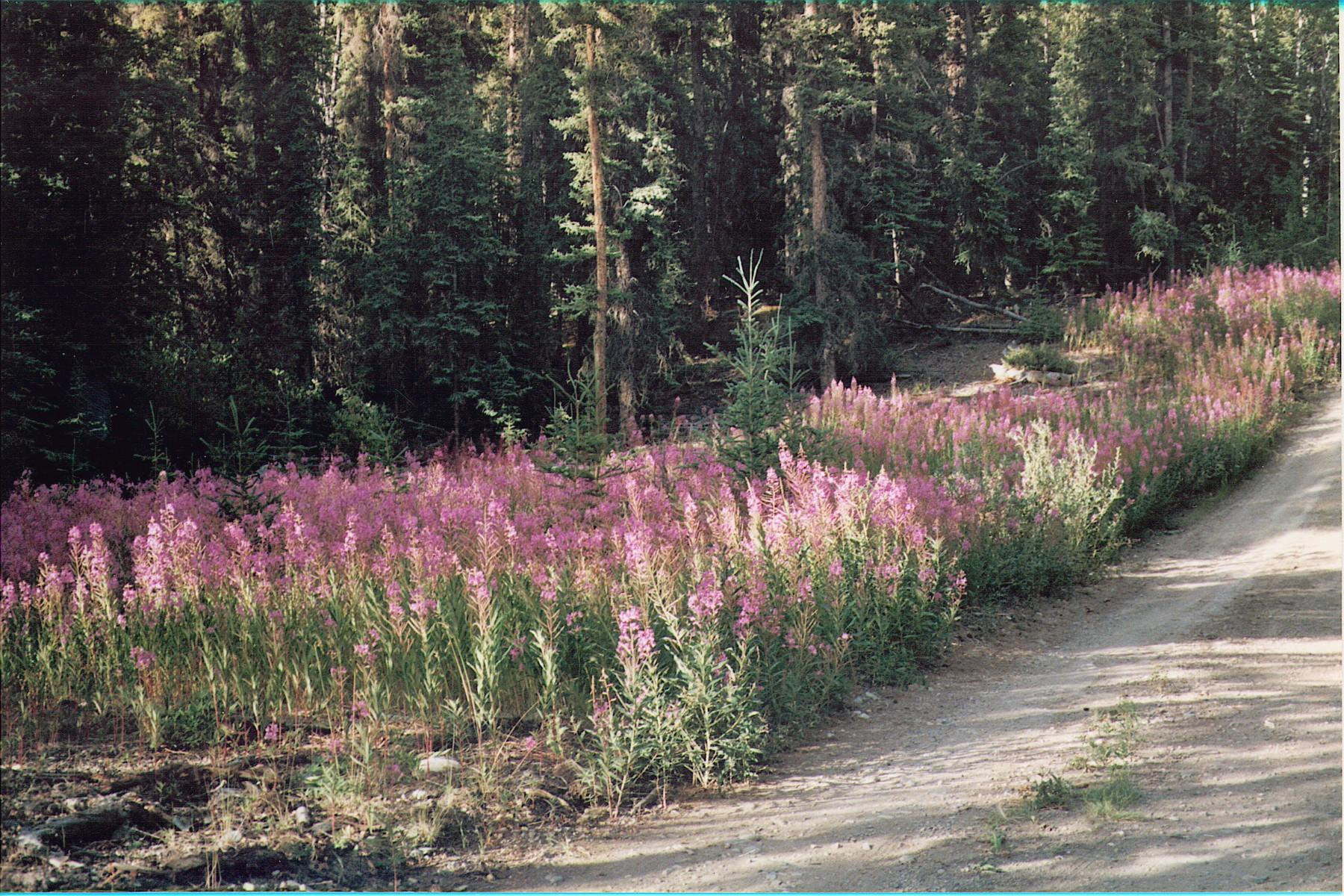
Herba de foc Epilobium angustifolium, la flor territorial del Yukon, i pícea blanca, al sud, proper a la Klondike Highway.

### Flora
La pícea negra (Picea mariana) i la blanca (Picea glauca), el Quaking Aspen (Populus tremuloides) i el pollancre balsàmic (Populus balsamifera) es troben distribuïts per tot el territori. Tot i que poc habitual, el bedoll d'Alaska (Betula neoalaskana) pot trobar-se al Yukon. Una varietat de conífera (Pinus contorta) es troba al seu extrem septentrional i central-meridional, mentre el tamarack (Larix laricina) es troba al sud-est, i l'avet subalpí (Abies lasiocarpa) a les elevades altures de la regió sud.

### Fauna
Els mamífers més grans són: el caribú (Rangifer tarandus), l'ant (Alcis alcis), el llop (Canis lupus), l'os bru (Ursus arctos horribilis) i l'os negre americà (Ursus americanus). En llocs elevats es poden veure ovelles (Ovis dalli) i, al sud, la cabra blanca (Oreamnos americanus). Els ossos polars (Ursus maritimus) es troben a la costa àrtica. El cérvol mul (Odocoileus hermionus) i el seu predador, el puma (Felis concolor), són cada vegada més habituals al sud, i els coiots (Canis latrans) han guanyat terreny al nord. L'uapití i el bisó foren introduïts tardanament.
Hi ha un gran nombre de rosegadors, destacant esquirols, esquirols de terra, lèmmings, piques, castors, diverses rates de camp, porcs espins, rates mesqueres… Els mustèlids són també molt representatius: goluts (Gulo gulo), martes (Martes americana), erminis (Mustela erminea), mostela (Mustela nivalis), visó americà (Mustela vison), i llúdria de riu (Lontra canadensis). Altres petits carnívors són: el linx canadenc (Lynx canadensis), la guineu roja (Vulpes vulpes) i la guineu àrtica (Vulpes lagopus), al litoral del nord.

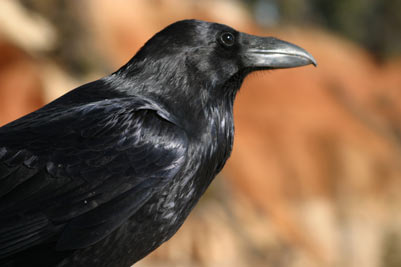
Corb comú.

Més de 250 espècies d'aus sobrevolen el Yukon. El corb comú (Corvus corax) és l'au més estesa. Entre altres ocells autòctons hi ha el pigarg americà (Haliaeetus leucocephalus), l'àguila daurada (Aquila chrysaetos), el falcó grifó (Falco rusticolus) i el falcó pelegrí (Falco peregrinus), i cinc tipus de gall fer (grèvol de pícea, dendragapus, perdiu de collar, perdiu blanca i perdiu de cua blanca). Moltes aus migratòries es reprodueixen al Yukon, per ser l'extrem nord de la ruta del Pacífic.
A més de la lota i el lluç de riu, la majoria dels peixos que viuen als rius, llacs i rierols del Yukon són salmònids. Quatre espècies de salmó (Oncorhynchus tshawytscha, Salmó vermell, Salmó platejat i Salmó keta) es reprodueixen en rius i llacs de les conques del Pacífic i del riu Yukon. El riu Yukon té el corrent d'aigua més fred per a l'hàbitat de qualsevol salmó; l'Oncorhynchus tshawytscha neda uns 3.000 quilòmetres riu amunt des de la desembocadura al mar de Bering fins a Whitehorse, on pon els ous. També hi ha poblacions de salmons vermells i truites arc de Sant Martí en llacunes interiors. Els salvelinus són representats per salvelinus namaycush, presents en gran part de les llacunes del Yukon, així com diverses truites autòctones (salvelinus malma, Salvelinus confluentus i truita alpina). No hi ha rèptils al territori, tret d'unes poques granotas.

### Recursos naturals

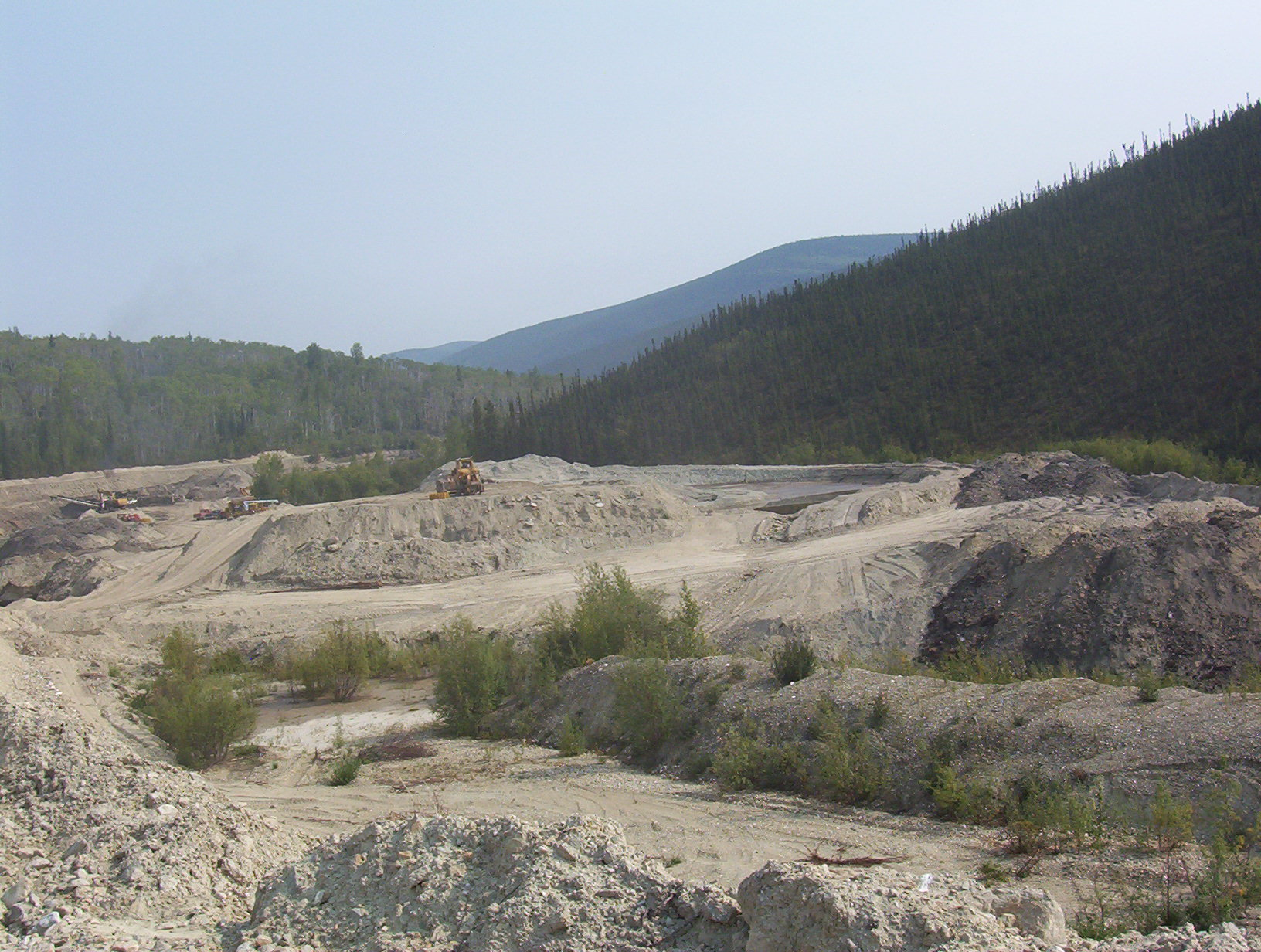
Explotació actual d'or a les mines de Klondike, Yukon

Com que el Yukon posseeix abundants recursos minerals, la mineria va ser el principal activitat econòmica fins fa poc temps. No en va, l'or trobat a Klondike va provocar la febre de l'or de Klondike a la darreria del segle xix. Actualment es troba or en molts rierols i rius i hi ha indústries que es dediquen a la seva explotació activa.
Altres minerals que s'han trobat en major o menor mesura són el coure, a la regió de Whitehorse; plom i zinc, a Faro; argent, plom i zinc, a Mayo i Kenik. S'ha descobert asbest a Clinton Creek, i coure, or, i carbó a la zona de Carmacks. El jaciment de tungstè més gran del món es troba a Macmillan Pass, a les muntanyes Mackenzie, proper a la frontera amb els Territoris del Nord-oest. Els minerals no metàl·lics inclouen el jade i la baritina.
El comerç de pells havia estat la principal activitat econòmica de les tribus de les Primeres Nacions, però la disminució dels preus i les crítiques creixent del sector proteccionista dels animals van deixar-la en un nivell molt residual.
El Yukon disposa de tres centrals hidroelèctriques: al llac Schwatka, prop de Mayo i al llac Aishihik.
Tot i que els boscos predominen en el paisatge, la majoria dels arbres són petits i de lent creixement a conseqüència del clima fred i sec. Es practica la silvicultura a petita escala. Al sud del territori aquesta té més importància en tenir un clima més humit. Amb tot, les enormes distàncies fins als principals centres de mercat i els elevats preus en fan una empresa poc rendible.
S'explota una petita quantitat de gas natural al sud-est, però poc s'ha explorat en altres punts de l'estat. Es creu que pot haver-hi grans reserves de gas a l'àrea d'Eagle Plains seguint la Dempster Highway, i possiblement prop de Whitehorse, però, una vegada més, la distància des dels gasoductes ha obstaculitzat la investigació.

### Qüestions ambientals
L'escalfament global està afectant més al nord que a qualsevol altre punt del planeta, i el Yukon no és l'excepció. Si bé és cert que els residents rebrien amb entusiasme temperatures més càlides, els efectes col·laterals de tal fenomen són desconeguts. L'increment de les temperatures afavoriria l'augment de l'evaporació en un ambient ja de per si força sec, cosa que facilitaria l'extensió dels incendis forestals i reduiria la productivitat biològica dels boscos boreals, el creixement dels quals es veu més limitat per la manca d'humitat que per una temperatura favorable.
El territori és a més el blanc de la contaminació provinent d'altres sectors del món, sobretot d'origen orgànic, per la qual cosa el consum d'animals salvatges i de peix ja no és aconsellable. A nivell local, la restauració de les mines i el tractament de les deixies poden suposar un problema important de contaminació, amb un enorme cost de neteja.
En un intent per fomentar la investigació dels recursos naturals, l'anterior govern del Yukon (2002–2011), liderat per Dennis Fentie, va suspendre l'aplicació de la Protected Areas Strategy («estrategia de zones protegides» establerta per un govern anterior del Partit Demòcrata), i va indicar la seva intenció de no crear més parcs o zones protegides.
Els gwich'in d'Old Crow depenen del caribú de Porcupine per abastir-se de carn i roba d'abrigar, com d'altres tribus del Yukon. Aquesta espècie migra cap a les planes costaneres i la Refugi Nacional de Fauna Salvatge de l'Àrtic, a Alaska, per apariar-se, cosa que es podria veure amenaçada per l'extracció del petroli a la zona.

## Geografia humana
El Yukon és un territori escassament poblat, amb uns 30.000 habitants en un territori gairebé tan extens com Espanya o Suècia i una densitat de 0,06 persones per km². Prop de tres quartes parts de la població es concentren a l'àrea de Whitehorse, i la resta viu en petites comunitats. Totes elles, excepte Old Crow, són accessibles per carretera.
La capital, Whitehorse, és la ciutat més gran i poblada; la segona en importància és, amb 1.300 habitants, Dawson City, capital del territori fins al 1952.
Tradicionalment el Yukon estava habitat per tribus nòmades atabasques pertanyents a les Primeres Nacions, que havien establert forts llaços comercials amb els tinglits de la costa del Pacífic. S'estima que el 20% de la seva població actual és d'origen indígena. Actualment no hi ha població inuit al Yukon, tot i que n'hi havia hagut en temps històrics al llarg de la costa de l'oceà Àrtic. Les malalties i epidèmies els van fer desaparèixer durant el segle xix.

### Principals assentaments
El següent quadre presenta la població de la majoria de les comunitats del Yukon. És important especificar que el cens de 2001 inclou tots aquells que viuen dins els límits comunitaris, mentre el Departament d'Estadística del Yukon (Yukon Bureau of Statistics YBS) inclou cada ciutadà amb adreça de correu postal. Habitualment moltes persones viuen fora dels límits de la comunitat i per aquest motiu són més alts els registres de la Yukon Bureau of Statistics.
| Comunitat                 | 2001 Cens | 1996 Cens | Juny 2005 YBS |
| ------------------------- | --------- | --------- | ------------- |
| Whitehorse (aglomeració)  | 23.272    | 23.272    | 23.608        |
| Whitehorse                | 19.157    | 19.058    | 23.272        |
| Dawson City               | 1.251     | 1.287     | 1.826         |
| Watson Lake²              | 1.138     | 1.148     | 1.522         |
| Sols poble de Watson Lake | 912       | 993       | n/d           |
| Haines Junction           | 531       | 574       | 817           |
| Carmacks                  | 431       | 466       | 378           |
| Marsh Lake¹               | 400       | n/d       | 336           |
| Mt. Lorne¹                | 379       | 399       | n/d           |
| Mayo                      | 366       | 324       | 378           |
| Ross River                | 337       | 352       | 345           |
| Pelly Crossing            | 328       | 238       | 281           |
| Ibex Valley¹              | 315       | 322       | n/d           |
| Far                       | 313       | 1.261     | 381           |
| Old Crow                  | 299       | 278       | 259           |
| Teslin3                   | 267       | 309       | 417           |
| Tagish                    | 206       | 164       | 187           |
| Carcross4                 | 201       | 292       | 444           |
| Beaver Creek              | 88        | 131       | 120           |
| Burwash Landing           | 68        | 58        | 89            |
| Destruction Bay           | 43        | 34        | 59            |
| Total del Yukon           | 28.674    | 30.766    | 31.222        |
Notes:

 ¹ Part de Whitehorse (aglomeració)

 ² Inclou el poble i els assentaments de les Primeres Nacions d'Upper Liard i "Two and One-half mille Village".

 3 Inclou la vila i la reserva índia

 4 Inclou l'assentament i la reserva veïna

### Evolució demogràfica
Població del Yukon des de 1901:
| Any  | Població | Cinc anys % canvi | Deu anys % canvi | Lloc entre províncies i territoris |
| ---- | -------- | ----------------- | ---------------- | ---------------------------------- |
| 1901 | 27.219   | n/d               | n/d              | 10                                 |
| 1911 | 8.512    | n/d               | -68,7            | 10                                 |
| 1921 | 4.157    | n/d               | -51,1            | 11                                 |
| 1931 | 4.230    | n/d               | 1,8              | 11                                 |
| 1941 | 4.914    | n/d               | 16,2             | 11                                 |
| 1951 | 9.096    | n/d               | 85,1             | 12                                 |
| 1956 | 12.190   | 34,0              | n/d              | 12                                 |
| 1961 | 14.628   | 20,0              | 60,8             | 12                                 |
| 1966 | 14.382   | -1,7              | 18,0             | 12                                 |
| 1971 | 18.390   | 27,9              | 25,7             | 12                                 |
| 1976 | 21.835   | 18,7              | 51,8             | 12                                 |
| 1981 | 23.150   | 6,0               | 25,6             | 12                                 |
| 1986 | 23.505   | 1,5               | 7,6              | 12                                 |
| 1991 | 27.797   | 18,3              | 20,0             | 12                                 |
| 1996 | 30.766   | 10,7              | 30,9             | 12                                 |
| 2001 | 28.674   | -6,8              | 3,2              | 12                                 |
| 2006 | 30.372   | 5.9               | -1.3             | 12                                 |
| 2011 | 33.896   | 11.6              | 18.2             | 12                                 |
| 2016 | 35.874   | 5.8               | 13.6             | 13                                 |
| 2021 | 40.232   | 12.1              | n/a              | 12                                 |

## Economia
L'economia està basada en els recursos minerals: plom, zinc, argent, or, asbest, coure, tungstè, jade i baritina. El govern va adquirir el terreny a la Companyia de la Badia de Hudson el 1870 i el 1898 el va dividir, creant els Territoris del Nord-oest, per cobrir la necessitat dels governs locals donada l'afluència de població per la febre de l'or. Milers de buscadors d'or van omplir el territori, creant un període de creixement que va quedar retratat per autors com Robert W. Service i Jack London. El record d'aquest període i els primers dies de la Policia Muntada del Canadà, així com les meravelles paisatgístiques del territori i oci a l'aire lliure, fan del turisme la segona indústria més important.
La indústria manufacturera, que inclou els mobles, roba i artesanies és la següent en ordre d'importància, junt amb la hidroelectricitat. Les indústries tradicionals de la caça i la pesca han perdut importància. El 2012, el sector públic és el que acollia més treballadors a tot el territori, donant feina a prop d'unes 7.400 persones.

## Transport
Abans de l'arribada de les formes modernes de transport els rius i camins de muntanya eren les principals rutes de transport emprades pels pobles costaners tlingit que comerciaven amb els atabascans, destacant el pas Chilkoot i la ruta Dalton.

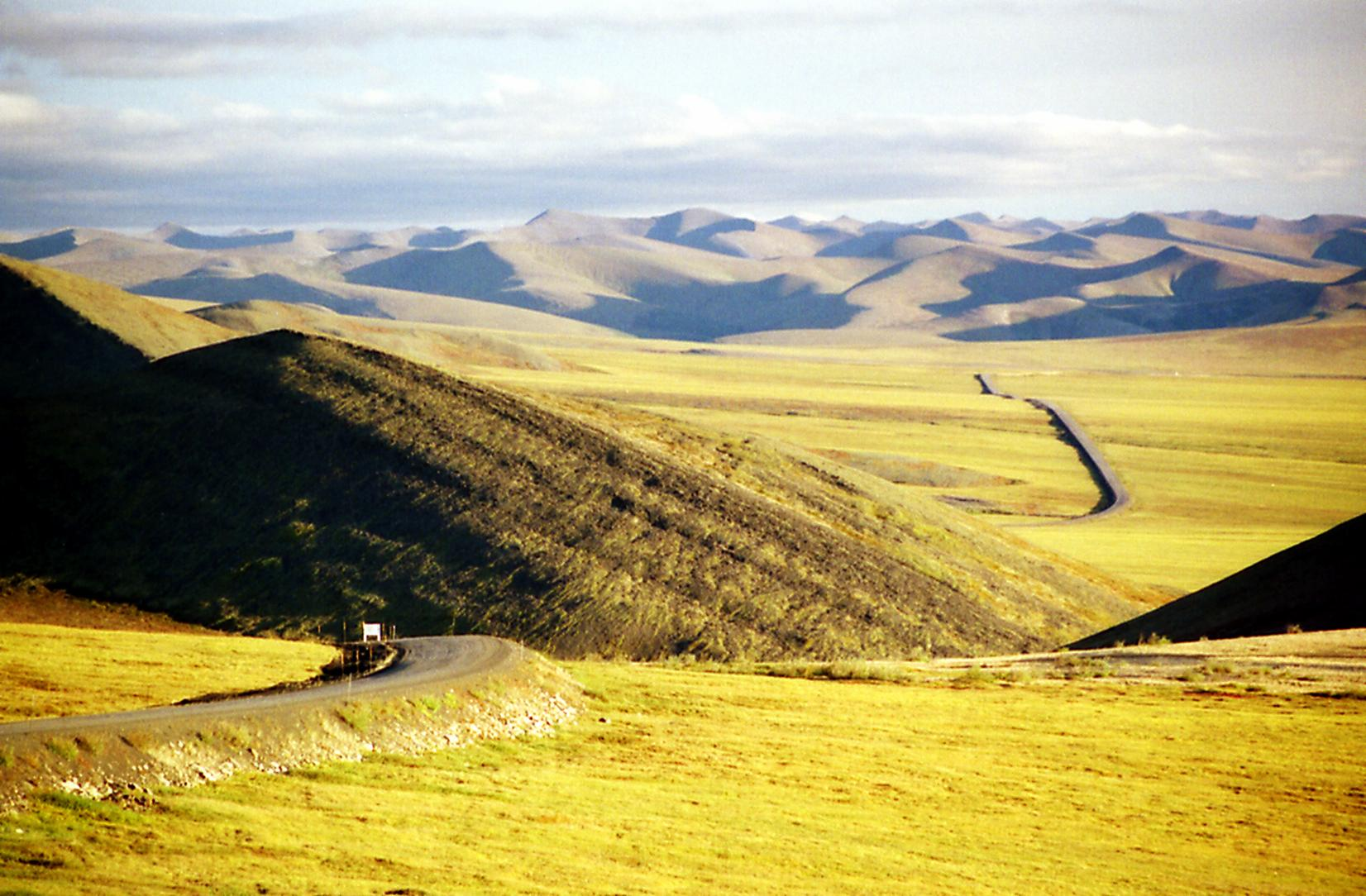
Dempster Highway.

Des de la febre de l'or fins a la dècada de 1950 les barques van navegar pel riu Yukon, principalment entre Whitehorse i Dawson City, però alguns arribaven fins a Alaska i el mar de Bering, mentre d'altres es dirigien a alguns dels seus afluents, com el riu Stewart. La majoria de les embarcacions eren propietat de la British-Yukon Navigation Company, una extensió del White Pass and Yukon Route que unia en un ferrocarril de via estreta Skagway i Whitehorse. El ferrocarril va deixar de funcionar durant la dècada de 1980 i actualment és emprat sols com a reclam turístic.
Actualment les principals vies de comunicació terrestres són l'Alaska Highway, la Klondike Highway (entre Skagway i Dawson City), la Haines Highway (entre Haines i Haines Junction) i la Dempster Highway (que uneix Inuvik, als Territoris del Nord-oest i la Klondike Highway), totes elles pavimentades a excepció de la Dempster. La gairebé totalitat de comunitats del Yukon són accessibles per carretera, sent el transport aeri l'única forma d'arribar a la remota comunitat d'Old Crow, a l'extrem nord.
L'aeroport internacional de Whitehorse té vols directes amb Vancouver, Calgary, Edmonton, Fairbanks, Juneau i Frankfurt (durant l'estiu). Cada comunitat posseeix un aeroport, sent el tursime i les prospeccions mineres la seva principal font de negoci.

## Administració i govern
Durant el segle xix el Yukon formà part del Territori del Nord-oest, administrat per la Companyia de la Badia de Hudson, i posteriorment dels Territoris del Nord-oest administrats pel govern federal canadenc. Va obtenir un cert nivell d'autogovern a partir de 1895, quan es va convertir en un districte separat dels Territoris del Nord-oest. El 1898 passà a ser un territori independent, amb el mateix comissari i Consell Territorial.
Abans de 1979 el Yukon era administrat per un Comissionat nomenat pel Ministre federal d'Afers Indígenes i Desenvolupament del Nord. Aquest comissionat presidia i jugava un cert paper en el nomenament d'un Consell executiu, les competències del qual eren únicament consultives. El 1979 el govern federal i el comissionat van delegar part del seu poder en una assemblea territorial que, aquell any, va adoptar un sistema de partits de govern responsable. Aquest canvi va ser efectuat a través d'una carta acreditativa expedida pel ministre Jake Epp, Ministre federal d'Afers Indígenes i Desenvolupament del Nord, més que per un procediment legislatiu.
La Yukon Act, aprovada l'1 d'abril de 2003, va formalitzar els poders del govern del Yukon i va afegir una sèrie de competències addicionals de caràcter territorial al govern del territori, com ara el control sobre la terra i els recursos naturals. Des del 2003, excepte en matèria de persecucions criminals, el Yukon disposa gairebé dels mateixos poders que els governs provincials, una cosa que també estan buscant els altres dos territoris (Territoris del Nord-oest i Nunavut). Actualment el paper del Comissionat és semblant al d'un Tinent-Governador provincial, però, a diferència d'ells, els comissionats no representen el Monarca canadenc, sinó que són treballadors del govern federal.
Si bé s'han obert debats al voltant de si el Yukon hauria de ser considerat l'onzena província del Canadà, se sol posar en qüestió per la seva escassa població. Com a resultat, el govern de la Colúmbia Britànica ha proposat en nombroses ocasions fer-se càrrec de la seva administració.
A nivell federal, el territori està representat al Parlament del Canadà per un diputat i un senador. A diferència del que succeeix amb els Estats Units tots els membres del Parlament tenen el mateix valor, i els residents al Yukon gaudeixen dels mateixos drets que altres ciutadans canadencs.
El Yukon va ser una de les nou jurisdiccions del Canadà a proposar el matrimoni homosexual abans de l'aprovació de la Llei de Matrimonis Civils canadenc, juntament amb Ontario, la Colúmbia Britànica, el Quebec, Manitoba, Nova Escòcia, Saskatchewan, Terranova i Labrador i Nova Brunswick.

### Governs de les Primeres Nacions
La gran majoria de la població forma part de les Primeres Nacions. El 1991 es va signar un acord territorial entre 7.000 representants de catorze pobles indígenes diferents i el govern federal. Des de llavors cada "nació" ha de negociar les seves reclamacions específiques de terres i autogovern. El novembre de 2005, 11 de les 14 "Primeres Nacions" van signar acords amb el govern. A continuació s'ofereix una llista de les 14 Primeres Nacions: 
| Govern                               | Assentament     | Cap                          |
| ------------------------------------ | --------------- | ---------------------------- |
| Primera nació Carcross/Tagish        | Carcross        | Khà Shâde Héni Dan Cresswell |
| Primera nació Champagne i Aishihik   | Haines Junction | James Allen                  |
| Primera nació de Nacho Nyak Dun      | Mayo            | Simon Mervyn                 |
| Primera nació Kluane                 | Burwash Landing | Mathieya Alatini             |
| Primera nació Kwanlin Dün            | Whitehorse      | Rick O'Brien                 |
| Primera nació del riu Liard          | Watson Lake     | Liard McMillan               |
| Primera nació Little Salmon/Carmacks | Carmacks        | Eddie Skookum                |
| Consell Ross River Dena              | Ross River      | Jack Caesar                  |
| Primera nació Selkirk                | Pelly Crossing  | Darren Isaac                 |
| Consell Ta'an Kwach'an               | Whitehorse      | Brenda Sam                   |
| Consell Teslin Tlingit               | Teslin          | Carl Sidney                  |
| Tr'ondëk Hwëch'in                    | Dawson City     | Eddie Taylor                 |
| Primera nació Vuntut Gwitchin        | Old Crow        | Joe Linklater                |
| Primera nació del White River        | Beaver Creek    | David Johnny                 |

El territori va acollir un assentament inuit a Herschel Island, a la costa de l'Àrtic, però el 1987 va ser desmantellat i els seus habitants traslladats als Territoris del Nord-oest. Com a conseqüència de l'Acord Final Inulaviut, l'illa és avui un parc territorial i es coneix oficialment com a Qikiqtaruk, el nom de l'illa en inuktitut.